# Nefronoftisi
La nefronoftisi è una malattia genetica renale che colpisce i bambini. È classificata come malattia renale cistica midollare. Il disturbo è ereditario, autosomico recessivo e, sebbene raro, è la causa genetica più comune di insufficienza renale infantile. È una forma di ciliopatia. La sua incidenza è stata stimata in circa 0,9 casi per milione di persone negli Stati Uniti e 1 su 50 000/100 000 nascite in Canada ed altri paesi occidentali.

## Segni e Sintomi
Sono state descritte tre forme principali di nefronoftisi: infantile, giovanile e adolescenziale. La nefronoftisi giovanile è certamente la forma più frequente: prima dei 15 anni i soggetti che ne sono colpiti evolvono verso l'insufficienza renale terminale. Sebbene la gamma delle caratteristiche cliniche sia ampia, le persone affette da nefronoftisi si presentano tipicamente con un difetto di concentrazione dell'urina che evolve verso la poliuria (produzione di un grande volume di urina), polidipsia (assunzione eccessiva di liquidi) e dopo alcuni mesi o anni, malattia renale allo stadio terminale, una condizione che richiede la dialisi o un trapianto di rene per sopravvivere.
I soggetti colpiti nei primi anni di vita hanno anche un ritardo di crescita. Alcuni individui che soffrono di nefronoftisi presentano anche i cosiddetti "sintomi extra-renali" che possono includere: la degenerazione tapeto-retinica (come nella sindrome di Senior-Loken), deficit cognitivo, atassia cerebellare, aprassia oculo-motoria, anomalie ossee (come falangi accorciate con epifisi a forma di cono - sindrome di Saldino-Mainzer) e disturbi epatici.

## Cause
La nefronoftisi è caratterizzata da fibrosi e formazione di cisti nel rene a livello della giunzione cortico-midollare. Si tratta di una malattia autosomica recessiva, eterogenea anche dal punto di vista genetico, che porta il paziente a insufficienza renale terminale. Ad oggi almeno 16 mutazioni geniche sono state identificate nei pazienti con nefronoftisi: tra queste le mutazioni del gene NPHP1 sono le più diffuse.

## Fisiopatologia

Ciliopatia (diagramma di cilia eucariote)

Il meccanismo che sta alla base della nefronoftisi indica che si tratta di una ciliopatia. Tutte le mutazioni geniche ad oggi riconosciute (ed il numero è in continua espansione) indicano che le proteine mutate si esprimono nelle ciglia primarie o nelle strutture basali con queste in contatto. Le mutazioni a carico del gene NPHP sembrano causino difetti nel segnale, comportando difetti di polarità delle cellule. La teoria ciliare, che è ormai prevalente, spiegherebbe anche il coinvolgimento di altri organi a seguito delle mutazioni nell'NPHP (degenerazione retinica, ipoplasia cerebellare, fibrosi epatica e disabilità intellettiva).

### Disturbi genetici rari correlati
La nefronoftisi è una ciliopatia. Altre ciliopatie note comprendono la discinesia ciliare primaria, la sindrome di Bardet-Biedl, la malattia del rene policistico e la malattia del fegato policistico, la sindrome di Alstrom, la sindrome di Meckel-Gruber e alcune forme di degenerazione retinica. La NPHP2 è un tipo infantile di nefronoftisi ed è talvolta associata a situs inversus: ciò può essere spiegato dalla sua relazione con il gene inversina. NPHP1, NPHP3, NPHP4, NPHP5 e NPHP6 sono a volte correlate con le retinite pigmentosa: questa associazione particolare viene chiamata sindrome di Loken-Senior.

## Diagnosi

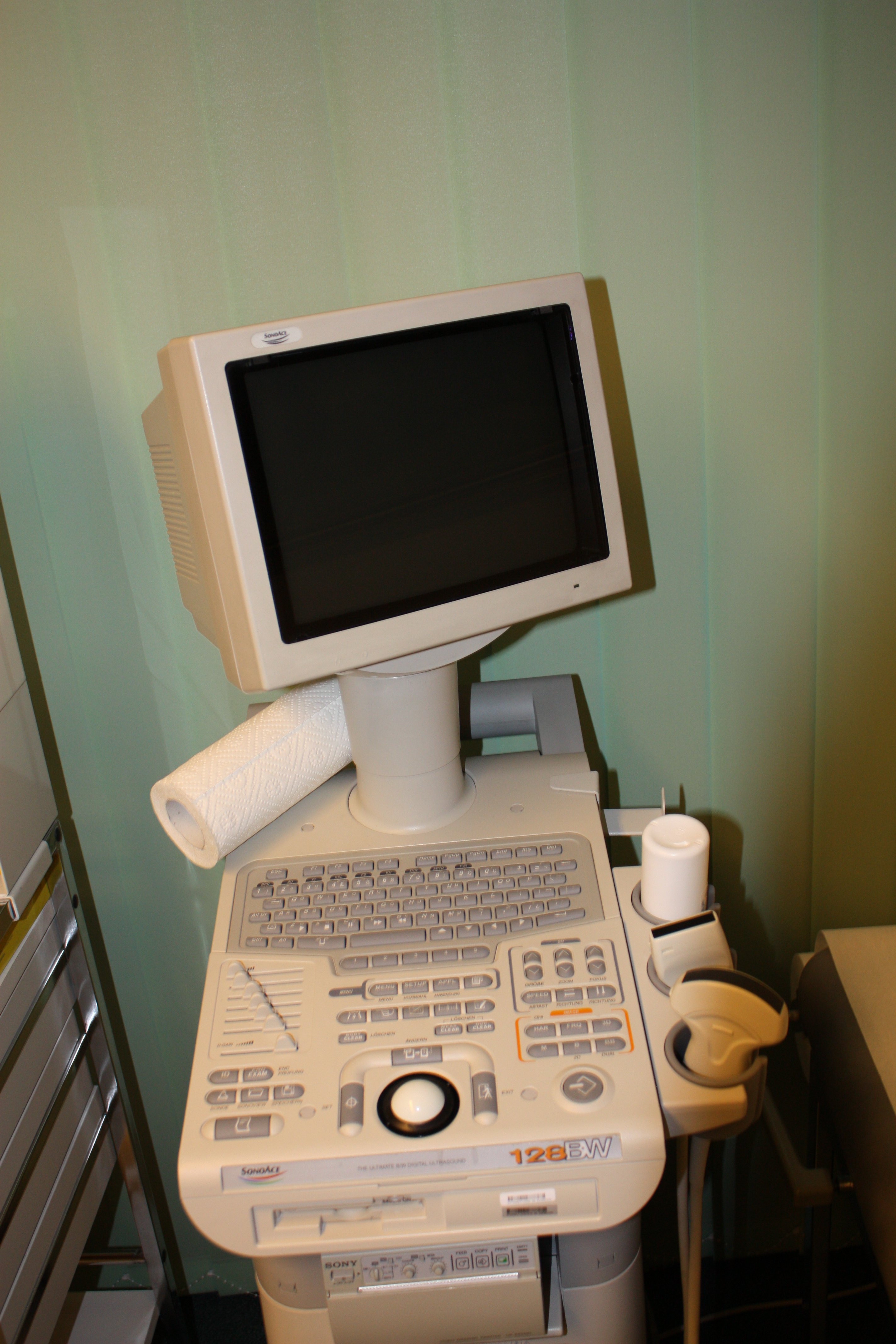
Ecografia, utile nella valutazione della nefronoftisi

La diagnosi prenatale può essere ottenuta se in un bambino della stessa famiglia è già stata identificata una specifica mutazione responsabile. È quindi evidente che la storia familiare e la storia clinica dell'individuo interessato sono fondamentali. A completamento diagnostico possono essere eseguiti diversi altri esami fra cui un’ecografia renale.

### Tipi
- Nefronoftisi (NPH) infantile
- Nefronoftisi (NPH) giovanile
- Nefronoftisi (NPH) dell’adulto

## Trattamento
La gestione di questa condizione richiede un’attenta valutazione e correzione dei disturbi dell’equilibrio elettrolitico, così come dell’ipertensione arteriosa e dello stato di anemia, a seconda delle necessità e dello stadio raggiunto dall’individuo. Sfortunatamente allo stato attuale delle conoscenze non esiste alcun trattamento in grado di impedire l'evoluzione del disturbo verso l'insufficienza renale terminale.